# دهستان واندرا
دهستان واندرا (به لاتین: Vändra Parish) یک دهستان در استونی است که در شهرستان پارنو واقع شده‌است.

## خصوصیات
دهستان واندرا ۶۴۲ کیلومترمربع مساحت و ۲٬۸۶۱ نفر جمعیت دارد.